# Karl Carstens
Karl Carstens, nemški pravnik in politik, * 14. december 1914, † 30. maj 1992.
Carstens je bil leta 1972 izvoljen v Bundestag, med letoma 1976 in 1979 je bil predsednik Bundestaga ter predsednik Nemčije med letoma 1979 in 1984.